# 主教宫 (克雷马)

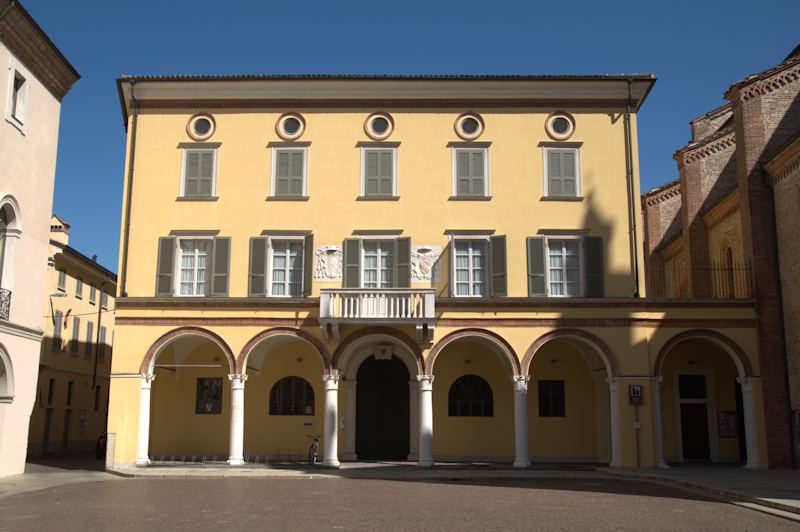

主教宫（Palazzo Vescovile） 位于意大利伦巴第大区克雷莫纳省克雷马历史中心的主教座堂广场（Piazza Duomo），是克雷马主教的官邸，文艺复兴风格，建于1548年。

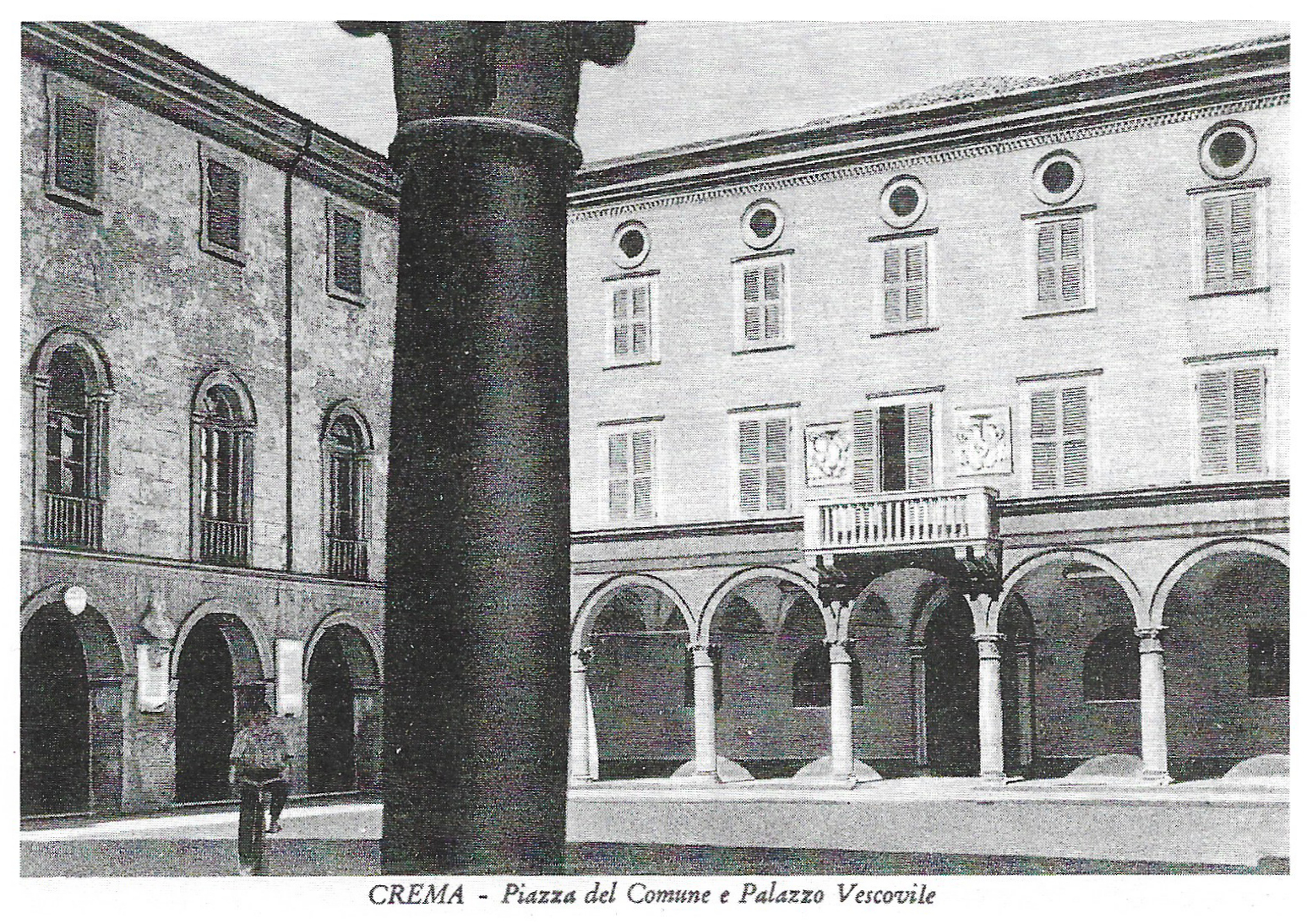
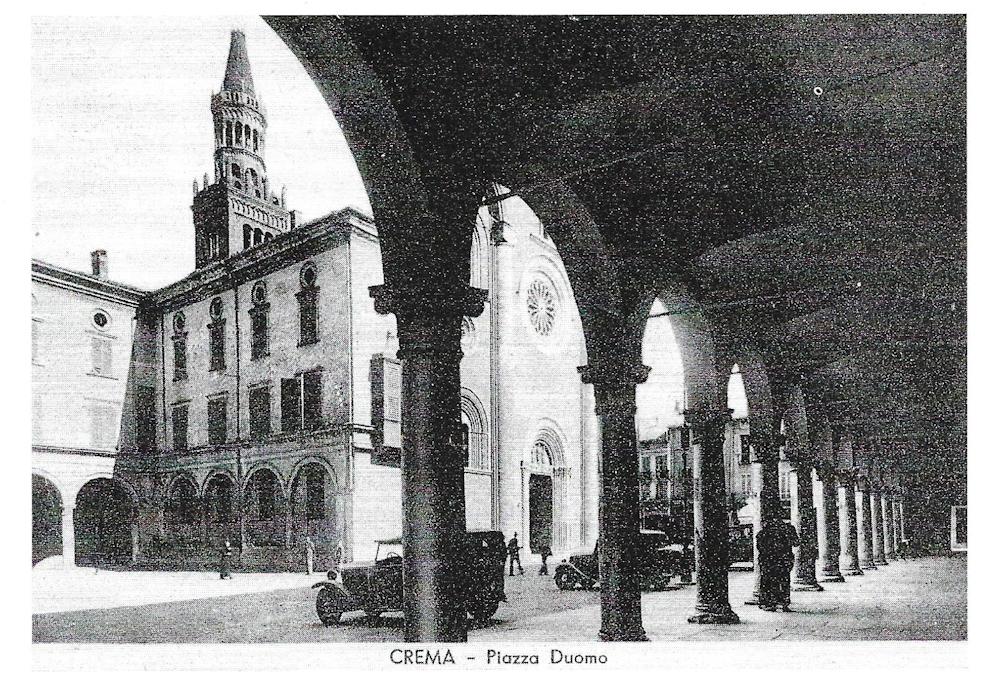
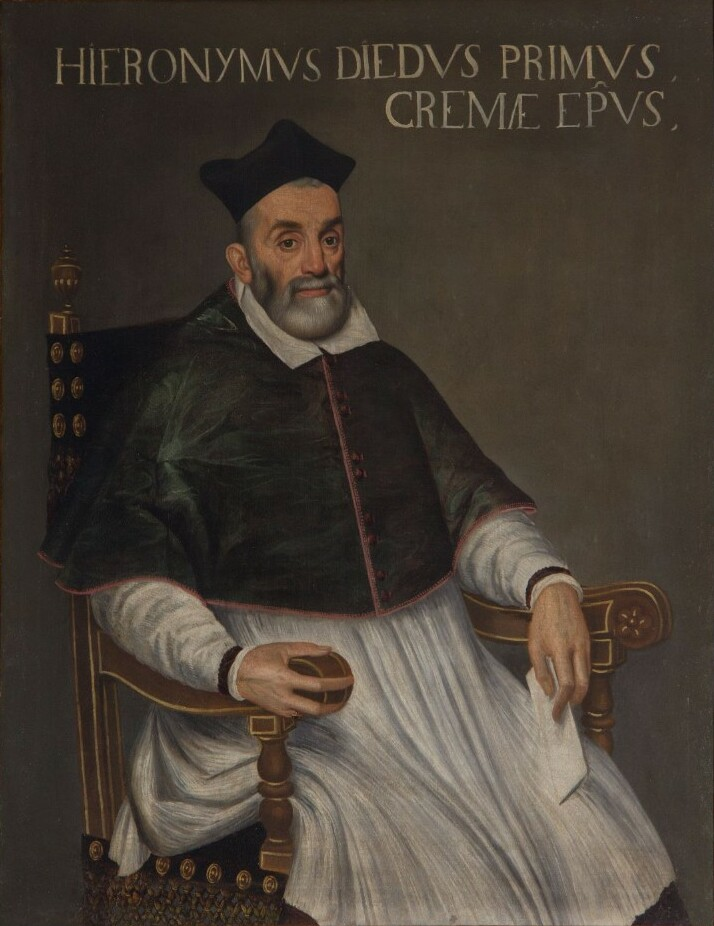

立面是伦巴第文艺复兴风格，门廊共有五个圆拱门，用大理石柱分隔。

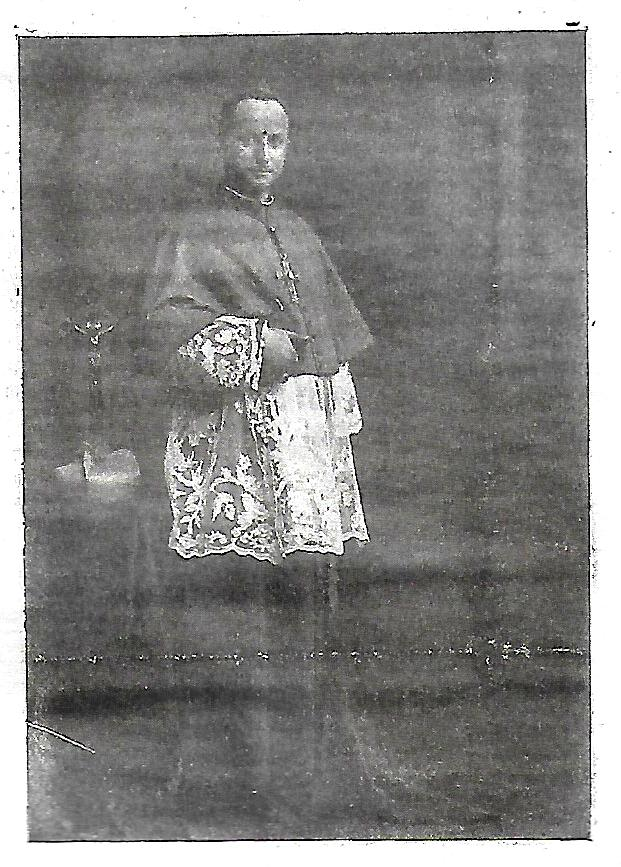
.
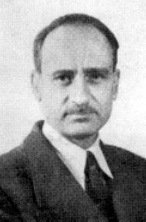
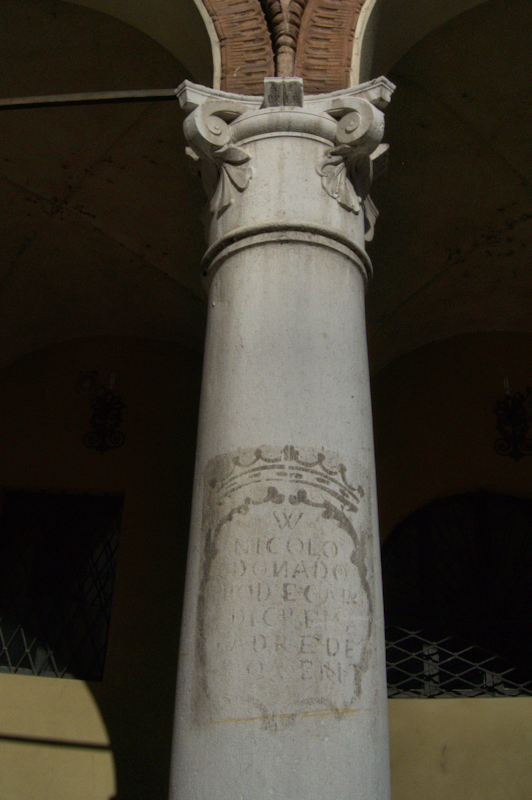
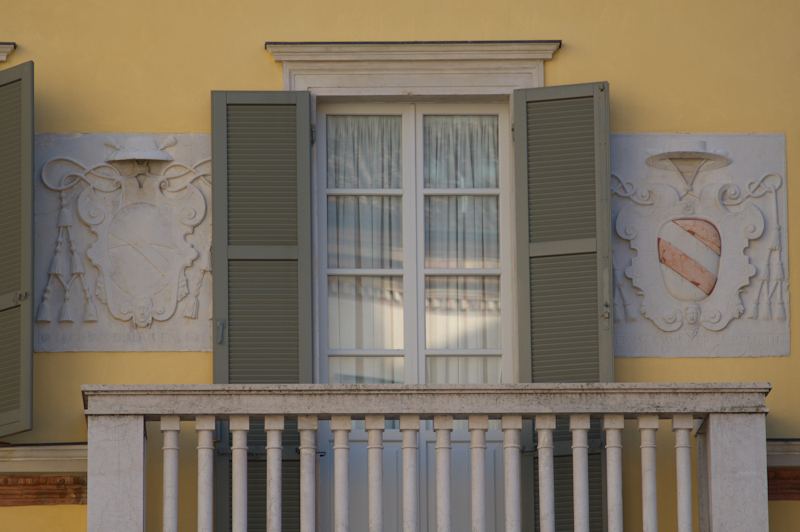
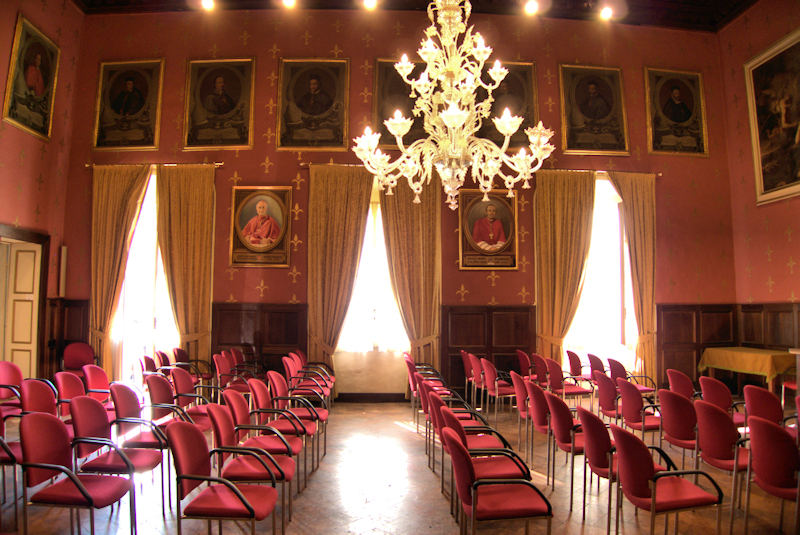
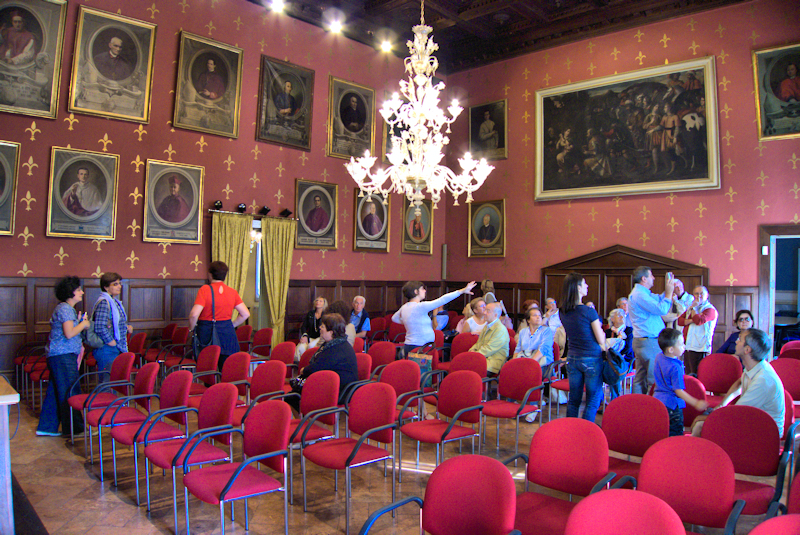
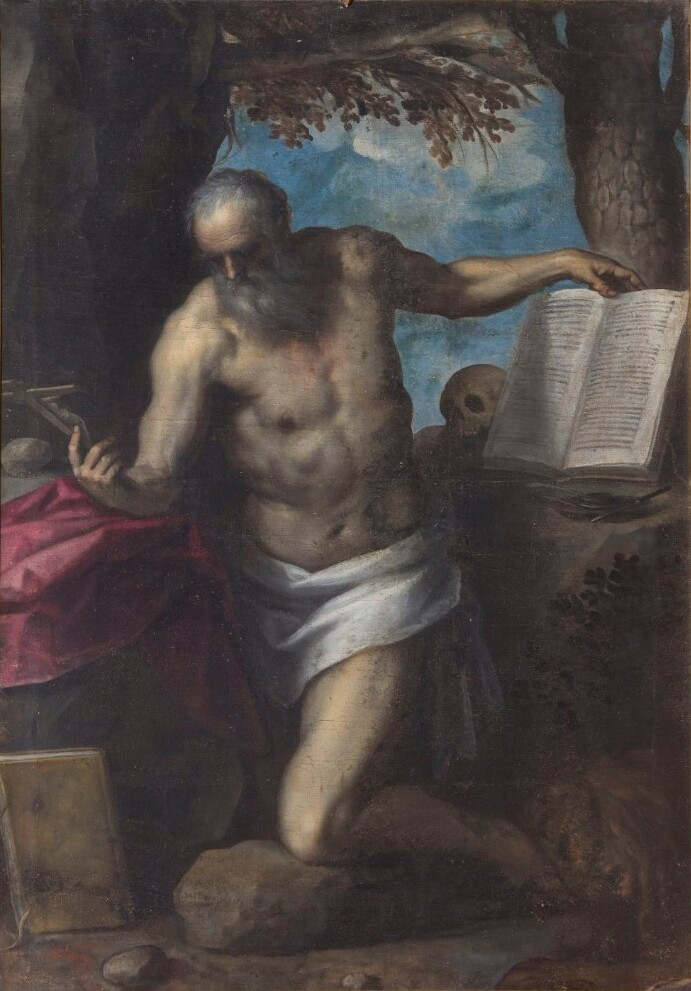
.
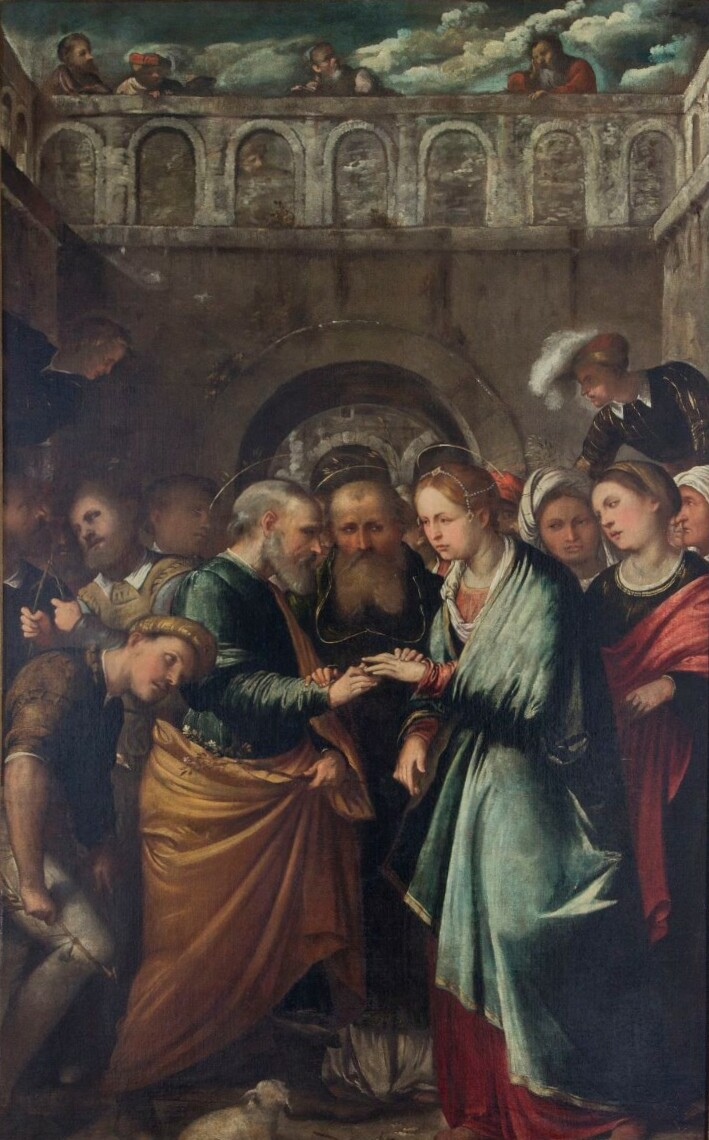
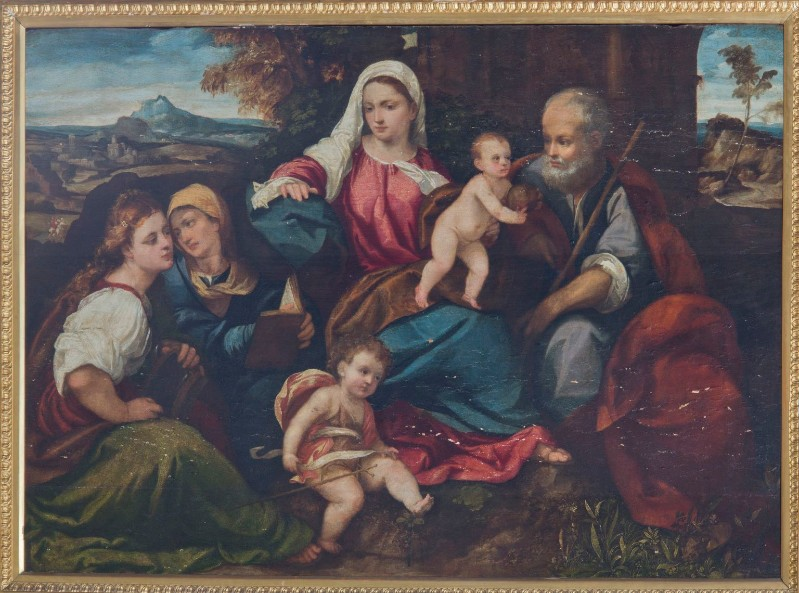